# Masiphumelele
Masiphumelele (nous réussirons en xhosa) est un township d'Afrique du Sud rattaché à la banlieue de Noordhoek au sein de la municipalité du Cap.
Situé dans la péninsule du Cap, plus précisément dans la banlieue au sud-ouest de la ville du Cap, Masiphumelele a été d'abord désigné comme le  Site 5 avant d'être rebaptisé Masiphumelele par ses résidents.

## Démographie

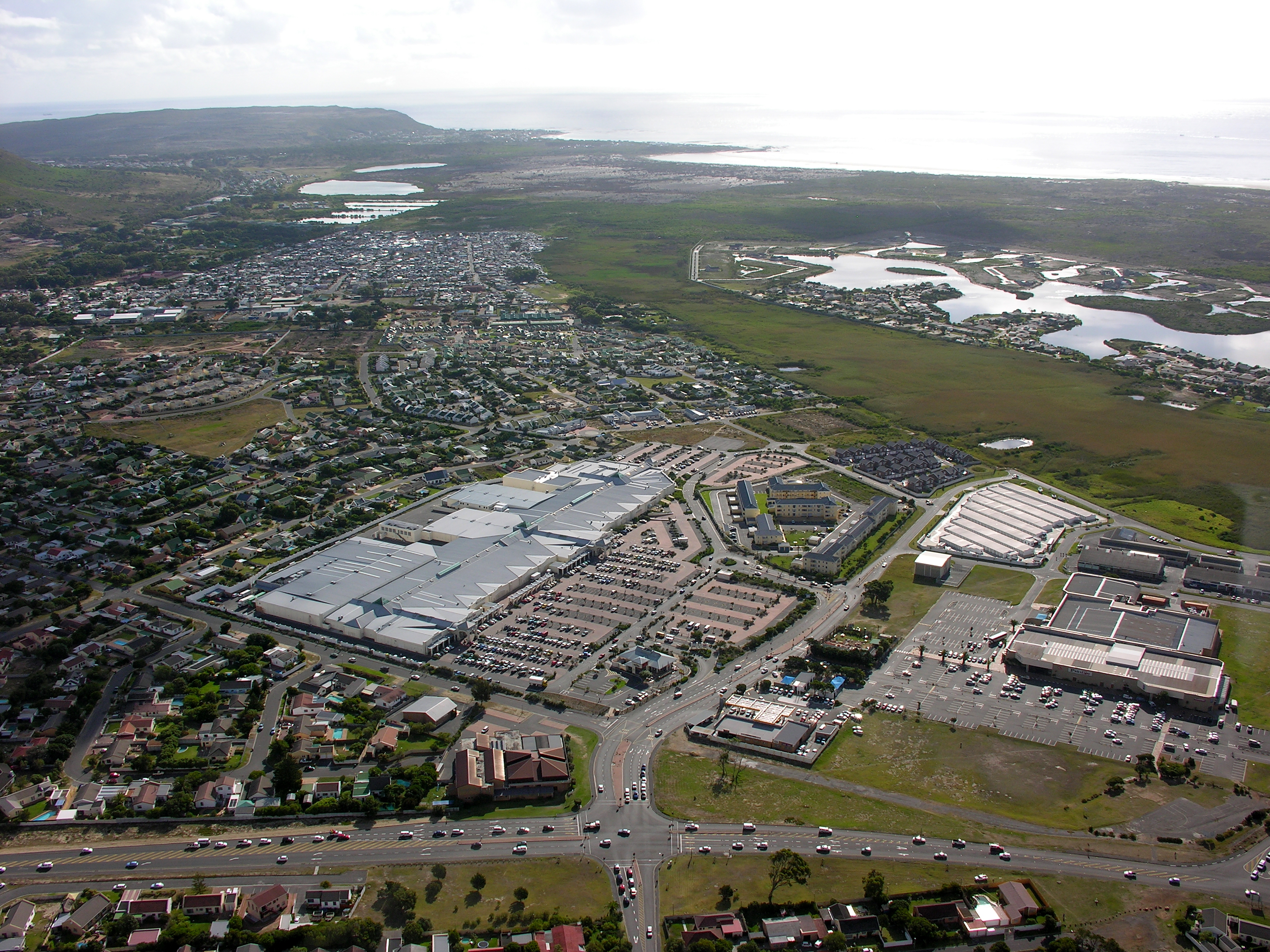
Vue sur les quartiers The Lakes (à droite en arrière-plan), Sunnydale et Faerie Knowe(au centre), et Masiphumelele (à gauche en arrière-plan)

Créé dans le cadre de l'application de l'apartheid, Masiphumelele passe d'environ 500 habitants au début des années 1980 à plus de 8 000 au début des années 1990. 

Selon le recensement de 2011, les 15 969 résidents du township de Masiphumelele, dont beaucoup sont originaires du Ciskei, sont essentiellement issus de la communauté noire (89,39 %) et essentiellement de l'ethnie xhosas (58,08 %) tandis que 0,16 % de ses habitants se déclarent être membre de la communauté blanche.
Au township s'ajoute un bidonville de plus d'un millier d'habitants dont 98,03 % sont noirs et 81,03% de langue xhosa.
En tout le township et son quartier informel comptent 21 904 résidents dont 91% sont issus de la communauté noire.

## Description
Masiphumelele est rattaché administrativement à la banlieue de Noordhoek au sein de la municipalité du Cap. 
Les équipements de Masiphumelele sont rares (aucun poste de police). L'école locale est surpeuplée et la seule clinique de jour est sous-équipée alors que 30 à 40 % de la communauté est infectée par le VIH et/ou la tuberculose
Masiphumelele a également été particulièrement marqué par les manifestations xénophobes de mai 2008 envers les résidents issus du reste du continent africain,

## Politique
Depuis la refondation de la municipalité du Cap en 2000, Masiphumelele est situé dans le 19e arrondissement (sub council 19) et est intégré à la circonscription municipale no 69 (comprenant également Noordhoek - Sunnydale - Sunvalley - Ocean View - Fish Hoek - Capri - Cape Farms District H) dont le conseiller municipal est Felicity Purchase (DA).